# Lista de prêmios e indicações recebidos por Aespa
Esta é a lista de prêmios e indicações recebidos por Aespa, um girl group sul-coreano formado pela SM Entertainment, desde sua estreia em 2020. Seu single de estreia "Black Mamba", lançado em novembro de 2020, rendeu ao grupo vários prêmios de novos artistas entre o final de 2020 e o início de 2021, inclusive no 10° Gaon Chart Music Awards e no 30º Seoul Music Awards. 
O próximo single de Aespa, "Next Level", recebeu indicações para Canção do Ano no Melon Music Awards de 2021 e Mnet Asian Music Awards de 2021 e ganhou os prêmios Melhor Canção de K-pop e Canção do Ano no 19° Korean Music Awards. "Next Level" também ganhou o prêmio Bonsang Digital no Golden Disc Awards de 2022 e Melhor Performance de Dança – Grupo Feminino no Mnet Asian Music Awards de 2021. A canção também rendeu ao Aespa seu primeiro prêmio Daesang de Stage do Ano no Asia Artist Awards de 2021 e Gravação do Ano no Melon Music Awards de 2021.

## Prêmios e indicações
| Cerimônia de premiação               | Ano  | Categoria                                                   | Nomeado / Trabalho | Resultado | Ref.          |
| ------------------------------------ | ---- | ----------------------------------------------------------- | ------------------ | --------- | ------------- |
| Asia Artist Awards                   | 2021 | Prêmio Hot Trend                                            | Aespa              | Venceu    | [ 2 ]         |
| Asia Artist Awards                   | 2021 | Revelação do Ano – Música                                   | Aespa              | Venceu    | [ 3 ]         |
| Asia Artist Awards                   | 2021 | Stage do Ano (Daesang)                                      | Aespa              | Venceu    | [ 4 ]         |
| Asia Artist Awards                   | 2021 | Prêmio de Popularidade RET – Grupo Ídolo (Feminino)         | Aespa              | Indicado  | [ 5 ]         |
| Asia Artist Awards                   | 2021 | Prêmio de Popularidade U+Idol Live – Grupo Ídolo (Feminino) | Aespa              | Indicado  | [ 6 ]         |
| Asia Artist Awards                   | 2023 | Prêmio de Popularidade – Cantor (Feminino)                  | Aespa              | Pendente  | [ 7 ]         |
| Asian Pop Music Awards               | 2020 | Melhor Novo Artista (Exterior)                              | Aespa              | Venceu    | [ 9 ]         |
| Asian Pop Music Awards               | 2021 | Prêmio People's Choice (Exterior)                           | Aespa              | 10º lugar | [ 10 ]        |
| Asian Pop Music Awards               | 2021 | Top 20 Álbuns do Ano (Exterior)                             | Savage             | Venceu    | [ 10 ]        |
| Asian Pop Music Awards               | 2021 | Top 20 Canções do Ano (Exterior)                            | "Savage"           | Venceu    | [ 10 ]        |
| Asian Pop Music Awards               | 2021 | Melhor Álbum do Ano (Exterior)                              | Savage             | Indicado  | [ 11 ]        |
| Asian Pop Music Awards               | 2021 | Melhor Performance de Dança (Exterior)                      | "Savage"           | Indicado  | [ 11 ]        |
| Asian Pop Music Awards               | 2021 | Melhor Grupo (Exterior)                                     | Aespa              | Indicado  | [ 11 ]        |
| Asian Pop Music Awards               | 2021 | Gravação do Ano (Exterior)                                  | "Savage"           | Indicado  | [ 11 ]        |
| Asian Pop Music Awards               | 2021 | Canção do Ano (Exterior)                                    | "Savage"           | Indicado  | [ 11 ]        |
| Asian Pop Music Awards               | 2022 | Top 20 Canções do Ano (Exterior)                            | "Girls"            | Venceu    | [ 12 ]        |
| Asian Pop Music Awards               | 2022 | Melhor Grupo (Exterior)                                     | Aespa              | Indicado  | [ 13 ]        |
| Asian Pop Music Awards               | 2022 | Gravação do Ano (Exterior)                                  | "Illusion"         | Indicado  | [ 13 ]        |
| Asian Pop Music Awards               | 2022 | Canção do Ano (Exterior)                                    | "Girls"            | Indicado  | [ 13 ]        |
| Brand Customer Loyalty Awards        | 2021 | Prêmio de Melhor Revelação Feminina                         | Aespa              | Indicado  | [ 14 ]        |
| Brand of the Year Awards             | 2021 | Prêmio de Ídolo Revelação Feminina                          | Aespa              | Venceu    | [ 15 ] [ 16 ] |
| Circle Chart Music Awards            | 2021 | Novo Artista do Ano – Digital                               | "Black Mamba"      | Venceu    | [ 17 ]        |
| Circle Chart Music Awards            | 2021 | Prêmio Mubeat Global Choice (Feminino)                      | Aespa              | Indicado  | [ 18 ]        |
| Circle Chart Music Awards            | 2022 | Revelação Mundial do Ano                                    | Aespa              | Venceu    | [ 19 ]        |
| Circle Chart Music Awards            | 2022 | Artista do Ano (Música Digital) – Maio                      | "Next Level"       | Indicado  | [ 20 ]        |
| Circle Chart Music Awards            | 2022 | Artista do Ano (Música Digital) – Outubro                   | "Savage"           | Indicado  | [ 20 ]        |
| Circle Chart Music Awards            | 2022 | Prêmio Mubeat Global Choice (Feminino)                      | Aespa              | Indicado  | [ 21 ]        |
| Circle Chart Music Awards            | 2023 | Artista do Ano (Música Digital Global) — Julho              | "Girls"            | Venceu    | [ 22 ]        |
| Circle Chart Music Awards            | 2023 | Artista do Ano (Música Digital Global) — Dezembro           | "Dreams Come True" | Indicado  | [ 23 ]        |
| Circle Chart Music Awards            | 2023 | Artista do Ano (Álbum Físico) — 3º Trimestre                | Girls              | Indicado  | [ 24 ]        |
| Circle Chart Music Awards            | 2023 | Prêmio de Artista Global idolplus                           | Aespa              | Indicado  | [ 25 ]        |
| Circle Chart Music Awards            | 2023 | Prêmio Mubeat Global Choice (Feminino)                      | Aespa              | Indicado  | [ 26 ]        |
| Dong-A.com's Pick                    | 2021 | Quão Longe Está o Prêmio de Próximo Nível                   | Aespa              | Venceu    | [ 27 ]        |
| Genie Music Awards                   | 2022 | Prêmio de Melhor Performance Feminina                       | Aespa              | Indicado  | [ 28 ]        |
| Golden Disc Awards                   | 2022 | Artista do Ano                                              | Aespa              | Venceu    | [ 29 ]        |
| Golden Disc Awards                   | 2022 | Prêmio Artista Cosmopolita                                  | Aespa              | Venceu    | [ 30 ]        |
| Golden Disc Awards                   | 2022 | Canção Digital Bonsang                                      | "Next Level"       | Venceu    | [ 31 ]        |
| Golden Disc Awards                   | 2022 | Artista Revelação do Ano                                    | Aespa              | Venceu    | [ 32 ]        |
| Golden Disc Awards                   | 2022 | Álbum Bonsang                                               | Savage             | Indicado  | [ 33 ]        |
| Golden Disc Awards                   | 2022 | Seezn Prêmio de Artista Mais Popular                        | Aespa              | Indicado  | [ 34 ]        |
| Hanteo Music Awards                  | 2021 | Prêmio Artista – Grupo Feminino (Top 3)                     | Aespa              | Venceu    | [ 35 ]        |
| Hanteo Music Awards                  | 2023 | Artista do Ano (Bonsang)                                    | Aespa              | Venceu    | [ 36 ]        |
| Hanteo Music Awards                  | 2023 | Artista Global no Japão                                     | Aespa              | Indicado  | [ 37 ]        |
| iF Product Design Award              | 2022 | Prêmio Principal (Experiência do Usuário – Embalagem)       | Savage             | Venceu    | [ 38 ]        |
| Joox Thailand Music Awards           | 2021 | Melhor Artista Social do Ano                                | Aespa              | Indicado  | [ 39 ]        |
| Joox Thailand Music Awards           | 2022 | Canção Coreana do Ano                                       | "Next Level"       | Indicado  | [ 40 ]        |
| Joox Thailand Music Awards           | 2022 | Melhor Artista Social Global do Ano                         | Aespa              | Indicado  | [ 40 ]        |
| Kmusic and Arts Film Festival        | 2023 | Melhor Videoclipe de K-Pop                                  | "Girls"            | Venceu    | [ 42 ] [ 43 ] |
| Kmusic and Arts Film Festival        | 2023 | Melhor Moda                                                 | "Savage"           | Indicado  | [ 42 ] [ 43 ] |
| K Global Heart Dream Awards          | 2023 | Prêmio K Global de Melhor Música                            | Aespa              | Venceu    | [ 44 ]        |
| Korea First Brand Awards             | 2022 | Prêmio Ídolo Feminino (Estrela em Ascensão)                 | Aespa              | Venceu    | [ 46 ]        |
| Korean Music Awards                  | 2022 | Melhor Canção de K-pop                                      | "Next Level"       | Venceu    | [ 47 ]        |
| Korean Music Awards                  | 2022 | Revelação do Ano                                            | Aespa              | Venceu    | [ 47 ]        |
| Korean Music Awards                  | 2022 | Canção do Ano                                               | "Next Level"       | Venceu    | [ 47 ]        |
| Korean Music Awards                  | 2022 | Melhor Álbum de K-pop                                       | Savage             | Indicado  | [ 48 ]        |
| Korea PD Awards                      | 2022 | Prêmio de Melhor Intérprete                                 | Aespa              | Venceu    | [ 49 ]        |
| MAMA Awards                          | 2021 | Melhor Performance de Dança – Grupo Feminino                | "Next Level"       | Venceu    | [ 50 ]        |
| MAMA Awards                          | 2021 | Melhor Nova Artista Feminina                                | Aespa              | Venceu    | [ 51 ]        |
| MAMA Awards                          | 2021 | Álbum do Ano                                                | Savage             | Indicado  | [ 52 ]        |
| MAMA Awards                          | 2021 | Artista do Ano                                              | Aespa              | Indicado  | [ 53 ]        |
| MAMA Awards                          | 2021 | Canção do Ano                                               | "Next Level"       | Indicado  | [ 54 ]        |
| MAMA Awards                          | 2021 | Momento Favorito Tiktok                                     | Aespa              | Indicado  | [ 55 ]        |
| MAMA Awards                          | 2021 | Top 10 da Escolha dos Fãs Mundiais                          | Aespa              | Nomeado   | [ 56 ]        |
| MAMA Awards                          | 2022 | Artista do Ano                                              | Aespa              | Indicado  | [ 57 ]        |
| MAMA Awards                          | 2022 | Melhor Grupo Feminino                                       | Aespa              | Indicado  | [ 57 ]        |
| MAMA Awards                          | 2022 | Top 10 da Escolha dos Fãs Mundiais                          | Aespa              | Indicado  | [ 57 ]        |
| MAMA Awards                          | 2023 | Artista do Ano (Daesang)                                    | Aespa              | Pendente  | [ 58 ]        |
| MAMA Awards                          | 2023 | Álbum do Ano (Daesang)                                      | My World           | Pendente  | [ 58 ]        |
| MAMA Awards                          | 2023 | Canção do Ano (Daesang)                                     | "Spicy"            | Pendente  | [ 58 ]        |
| MAMA Awards                          | 2023 | Melhor Performance de Dança – Grupo Feminino                | "Spicy"            | Pendente  | [ 58 ]        |
| MAMA Awards                          | 2023 | Melhor Grupo Feminino                                       | Aespa              | Pendente  | [ 58 ]        |
| MAMA Awards                          | 2023 | Top 10 da Escolha dos Fãs Mundiais                          | Aespa              | Pendente  | [ 58 ]        |
| Melon Music Awards                   | 2021 | Melhor Grupo – Feminino                                     | Aespa              | Venceu    | [ 59 ]        |
| Melon Music Awards                   | 2021 | Nova Artista do Ano – Mulher                                | Aespa              | Venceu    | [ 60 ]        |
| Melon Music Awards                   | 2021 | Gravação do Ano (Daesang)                                   | Aespa              | Venceu    | [ 61 ]        |
| Melon Music Awards                   | 2021 | Top 10 Artistas                                             | Aespa              | Venceu    | [ 62 ]        |
| Melon Music Awards                   | 2021 | Artista do Ano (Daesang)                                    | Aespa              | Indicado  | [ 63 ]        |
| Melon Music Awards                   | 2021 | Escolha do Internauta                                       | Aespa              | Indicado  | [ 64 ]        |
| Melon Music Awards                   | 2021 | Canção do Ano (Daesang)                                     | "Next Level"       | Indicado  | [ 64 ]        |
| Melon Music Awards                   | 2022 | Artista do Ano (Daesang)                                    | Aespa              | Indicado  | [ 65 ]        |
| Melon Music Awards                   | 2022 | Melhor Grupo – Feminino                                     | Aespa              | Indicado  | [ 65 ]        |
| Melon Music Awards                   | 2022 | Top 10 Artistas                                             | Aespa              | Indicado  | [ 66 ]        |
| Melon Music Awards                   | 2023 | Top 10 Artistas                                             | Aespa              | Pendente  | [ 67 ]        |
| MTV Europe Music Awards              | 2021 | Melhor Ato Coreano                                          | Aespa              | Venceu    | [ 68 ]        |
| MTV Europe Music Awards              | 2023 | Melhor Grupo                                                | Aespa              | Indicado  | [ 69 ]        |
| MTV Video Music Awards               | 2023 | Melhor K-Pop                                                | "Girls"            | Indicado  | [ 70 ]        |
| Mubeat Awards                        | 2020 | Artista Revelação – Feminino                                | Aespa              | Venceu    | [ 71 ]        |
| Seoul Music Awards                   | 2021 | Revelação do Ano                                            | Aespa              | Venceu    | [ 72 ]        |
| Seoul Music Awards                   | 2021 | Prêmio de Popularidade da Onda Coreana                      | Aespa              | Indicado  | [ 73 ]        |
| Seoul Music Awards                   | 2021 | Prêmio de Popularidade                                      | Aespa              | Indicado  | [ 73 ]        |
| Seoul Music Awards                   | 2022 | Prêmio Principal (Bonsang)                                  | Aespa              | Venceu    | [ 74 ]        |
| Seoul Music Awards                   | 2022 | Prêmio de Popularidade da Onda Coreana                      | Aespa              | Indicado  | [ 75 ]        |
| Seoul Music Awards                   | 2022 | Prêmio de Popularidade                                      | Aespa              | Indicado  | [ 75 ]        |
| Seoul Music Awards                   | 2022 | Prêmio U+Idol Live de Melhor Artista                        | Aespa              | Indicado  | [ 76 ]        |
| Seoul Music Awards                   | 2023 | Prêmio Principal (Bonsang)                                  | Aespa              | Venceu    | [ 77 ]        |
| Seoul Music Awards                   | 2023 | Prêmio de Popularidade Onda Coreana                         | Aespa              | Indicado  | [ 78 ]        |
| Seoul Music Awards                   | 2023 | Prêmio de Popularidade                                      | Aespa              | Indicado  | [ 78 ]        |
| Seoul Music Awards                   | 2024 | Prêmio Principal (Bonsang)                                  | Aespa              | Pendente  | [ 79 ]        |
| Seoul Music Awards                   | 2024 | Prêmio de Popularidade da Onda Coreana                      | Aespa              | Pendente  | [ 79 ]        |
| Seoul Music Awards                   | 2024 | Prêmio de Popularidade                                      | Aespa              | Pendente  | [ 79 ]        |
| The Fact Music Awards                | 2021 | Prêmio de Popularidade U+ Idol Live                         | Aespa              | Indicado  | [ 80 ]        |
| The Fact Music Awards                | 2023 | Artista do Ano (Bonsang)                                    | Aespa              | Venceu    | [ 81 ]        |
| The Fact Music Awards                | 2023 | Ícone Mundial                                               | Aespa              | Venceu    | [ 81 ]        |
| Tokopedia WIB Indonesia K-Pop Awards | 2021 | O Prêmio de Próximo Nível                                   | Aespa              | Venceu    | [ 82 ]        |
| Visionary Awards                     | 2021 | Visionário 2021                                             | Aespa              | Venceu    | [ 84 ]        |

## Outros reconhecimentos

### Honras estaduais e culturais
| País          | Ano  | Honra                                              | Ref.   |
| ------------- | ---- | -------------------------------------------------- | ------ |
| Coreia do Sul | 2022 | Comenda do Ministro da Cultura, Esportes e Turismo | [ 86 ] |

### Listicle
| Editora      | Ano  | Listicle                                         | Colocação | Ref.   |
| ------------ | ---- | ------------------------------------------------ | --------- | ------ |
| Forbes       | 2021 | Korea Power Celebrity (Estrela em Ascensão)      | Colocado  | [ 87 ] |
| Forbes       | 2022 | 30 Under 30 Ásia                                 | Colocado  | [ 88 ] |
| Sisa Journal | 2021 | 100 Líderes da Próxima Geração – Cultura e Artes | Colocado  | [ 93 ] |
| Time         | 2022 | Líderes da Próxima Geração                       | Colocado  | [ 94 ] |